# Micaria belezma
Micaria belezma är en spindelart som beskrevs av Robert Bosmans 2000. Micaria belezma ingår i släktet Micaria och familjen plattbuksspindlar.
Artens utbredningsområde är Algeriet. Inga underarter finns listade i Catalogue of Life.